# Ryan Martinie
Ryan Martinie (ur. 6 sierpnia 1975) – amerykański muzyk metalowy, basista grupy muzycznej Mudvayne. Występuje pod pseudonimami RyKnow lub Rü-d.
Zastąpił on poprzedniego basistę, Shawna, po jego odejściu z zespołu. Przed przejściem do Mudvayne grał w zespole Poorhouse. Używa on wielu technik grania na instrumencie, m.in. slap, oburęczny tapping oraz techniki "semi-pop" (bardzo szybkie "trzaskanie" o struny dwoma złączonymi palcami).
Jego ulubionym basistą jest Geddy Lee - basista kapeli Rush. W sierpniu 2012, podczas trasy koncertowej po Europie zastępował basistę zespołu Korn.
Muzyk jest endorserem instrumentów firmy Warwick.